# Osian (ciutat)
Osian (Osiyan) és una població de l'Índia al districte de Jodhpur al Rajasthan, a 26° 43′ 34″ N, 72° 54′ 36″ E / 26.726°N,72.91°E. Consta al cens del 2001 amb una població de 10.147 habitants.
És notable per diversos temples jains i bramànics datats entre el segle VIII i el XI. Fou centre religiós durant la dinastia Gurjara-Pratihara. D'entre les 18 capelles destaquen el Surya o temple del sol, el temple de Kali, el temple Sachya Mata, i el temple jainista de Mahavira (construït el 783 pel rei pratihara Vatsa Raja). La ciutat se centre de peregrinació jainista. Fou convertida a aquesta religió per Acharya Ratnaprabhasuriji que va impressionar al poble pels seus poders considerats sobrenaturals.
Fou capital d'una thikana feudataria de Jodhpur. Vegeu Osian